# Beychac-et-Caillau
Beychac-et-Caillau (okzitanisch: Baishac e Calhau) ist eine französische Gemeinde mit 2.608 Einwohnern (Stand: 1. Januar 2022) im Département Gironde in der Region Nouvelle-Aquitaine. Die Gemeinde liegt im Arrondissement Bordeaux und gehört zum Kanton La Presqu’île. Die Einwohner werden Beychacais-et-Caillalais und Beychacaises-et-Caillalaises genannt.

## Geographie
Beychac-et-Caillau liegt etwa 15 Kilometer ostnordöstlich von Bordeaux. An der westlichen Gemeindegrenze verläuft das Flüsschen Laurence, im Osten der Gestas. Umgeben wird Beychac-et-Caillau von den Nachbargemeinden Saint-Sulpice-et-Cameyrac im Norden, Vayres im Osten, Saint-Germain-du-Puch im Südosten, Sallebœuf im Süden und Südwesten, Pompignac im Westen und Südwesten sowie Montussan im Westen.
Durch die Gemeinde führt die Autoroute A89.

## Bevölkerungsentwicklung
| 1962                       | 1968 | 1975 | 1982 | 1990 | 1999 | 2006 | 2017 |
| -------------------------- | ---- | ---- | ---- | ---- | ---- | ---- | ---- |
| 711                        | 731  | 976  | 1468 | .611 | 1782 | 1903 | 2227 |
| Quellen: Cassini und INSEE |      |      |      |      |      |      |      |

## Sehenswürdigkeiten

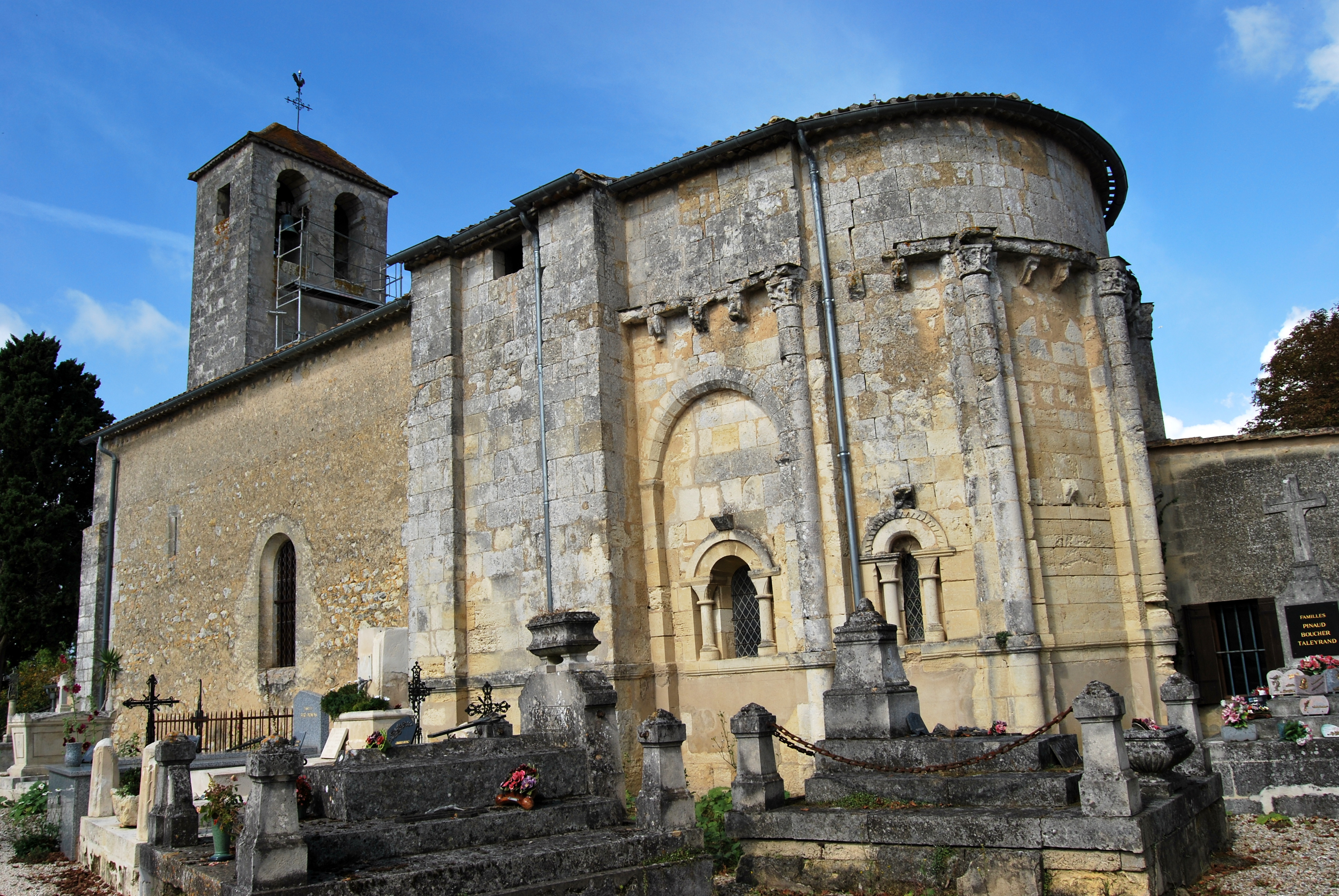
Kirche Saint-Marcel
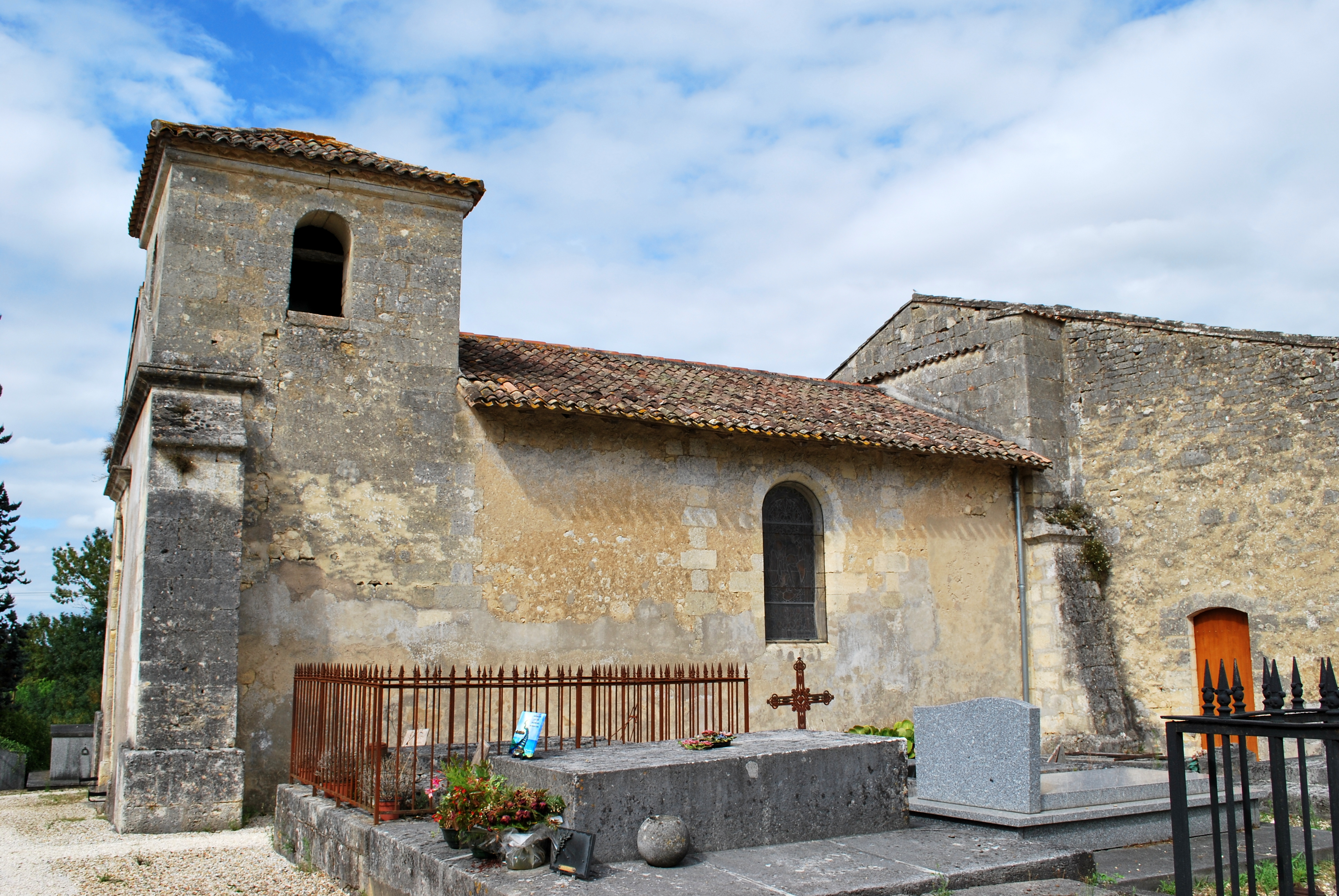
Kirche Saint-Pierre

- Kirche Saint-Marcel
- Kirche Saint-Pierre